# 4115 Peternorton
A 4115 Peternorton (ideiglenes jelöléssel 1982 QS3) a Naprendszer kisbolygóövében található aszteroida. Nyikolaj Sztyepanovics Csernih fedezte fel 1982. augusztus 29-én.